# Джордж Бейлі
Джордж Бейлі (англ. George W. Bailey; 27 серпня 1945, Порт-Артур, Техас) — американський актор.

## Біографія
Ветеран американського кіно, Джордж Бейлі запам'ятався виконанням як драматичних, так і комедійних ролей. Найбільш відомий за ролями капітана Гарріса в «Поліцейській академії» (1984-1994) і сержанта Ріццо в серіалі «МЕШ» (1979-1983).

## Особисте життя
Після служби протягом 15 років послом «Фонду Дітей Світла» (англ. The Sunshine Kids) Джордж став керівником фонду в січні 2001 року. Фонд забезпечує щорічно лікуванням сотні дітей та підлітків, хворих на рак. Він добровільно зголосився служити фонду більше п'ятнадцяти років тому, коли його похресниці Бренді Елдрідж був поставлений діагноз лейкемія.

## Вибрана фільмографія
- 1979 - Сила одного / A Force of One - Ервін
- 1980 - Чортова служба в госпіталі МЕШ / M * A * S * H - сержант Лютер Ріццо (14 серій)
- 1981 - Вбивство в Техасі / Murder in Texas - Річард 'Racehorse' Хейнз
- 1984 - Поліцейська академія / Police Academy - лейтенант Гарріс
- 1984 - Полювання на роботів / Runaway - шеф поліції
- 1985 - Ковбойська рапсодія / Rustlers 'Rhapsody - Пітер
- 1985 - Застереження / Warning Sign - Том Шмідт
- 1986 - Коротке замикання / Short Circuit - капітан Скродер
- 1987 - Манекен / Mannequin - капітан Джеймс Максвелл
- 1987 - Злодійка / Burglar - Рей Кіршмен
- 1987 - Поліцейська академія 4: Квартальна охорона порядку / Police Academy 4: Citizens on Patrol - капітан Гарріс
- 1988 - Поліцейська академія 5: Операція Маямі-біч / Police Academy 5: Assignment Miami Beach - капітан Гарріс
- 1989 - Поліцейська академія 6: Місто в облозі / Police Academy 6: City Under Siege - капітан Гарріс
- 1990 - Питання та відповіді / Q & A - бармен (немає в титрах)
- 1994 - Поліцейська академія 7: Місія в Москві / Police Academy: Mission To Moscow - капітан Гарріс
- 1999 - Ісус. Бог і людина / Jesus - Лівіо
- 2000 - Апостол Павло: Чудо на шляху в Дамаск / San Paolo - Варнава
- 2005-2012 - Шукачка / Луї Провенза (1-7 сезони)